# Fred Couples

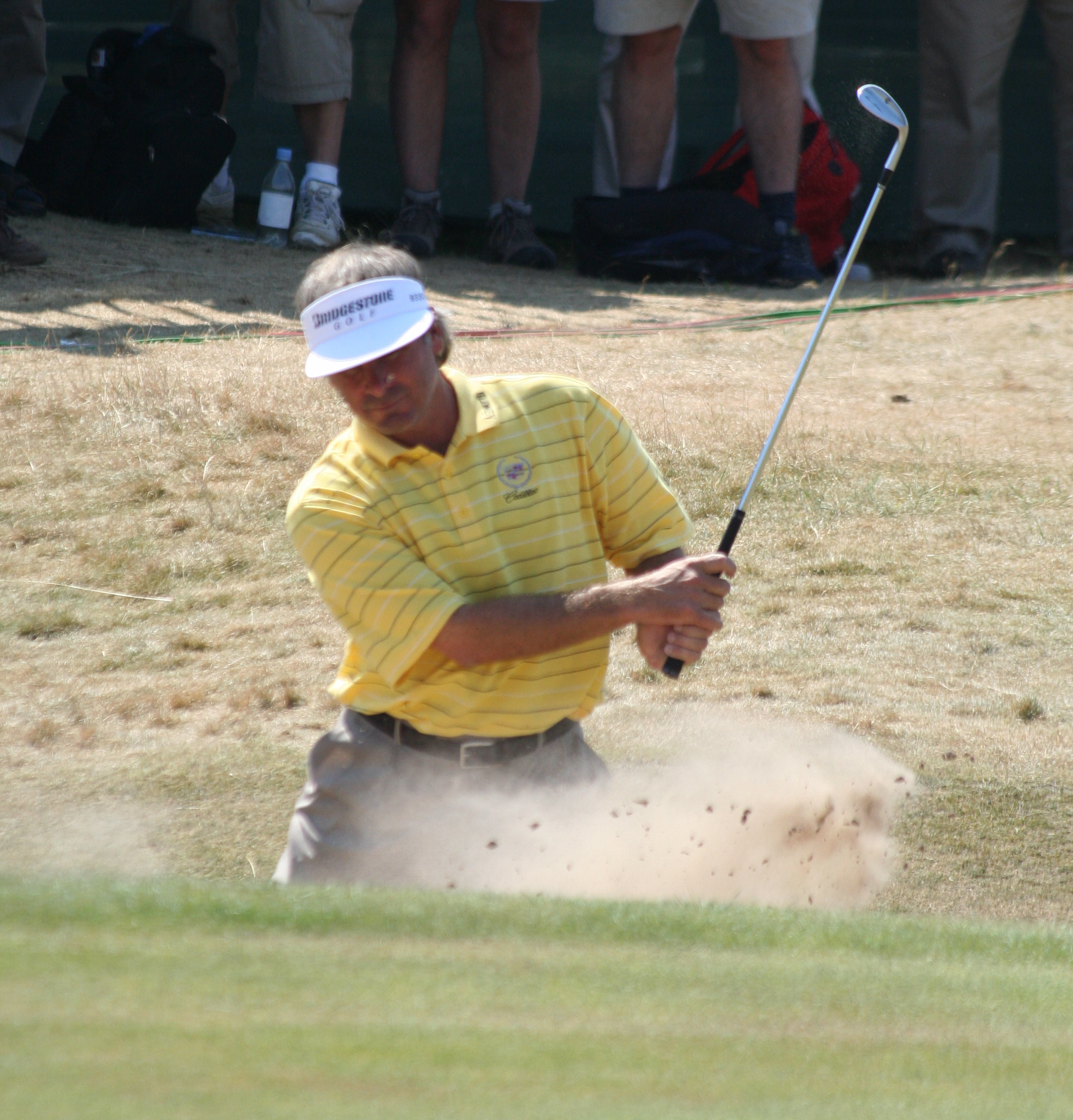
Fred Couples en 2008

Frederick Steven Couples, más conocido como Fred Couples (Seattle, Washington, Estados Unidos, 3 de octubre de 1959), es un golfista estadounidense que compitió en el PGA Tour en las décadas de 1980 a 2000. Resultó primero en la lista de ganancias de 1992, tercero en 1991, sexto en 1996, séptimo en 1984 y noveno en 1990 y 1998. Ganó 15 torneos del PGA Tour, entre ellos el Masters de Augusta de 1992 y The Players Championship de 1984 y 1996, así como 160 top 10.
Este golfista también resultó segundo en el Masters de Augusta de 1998 y tercero en 2006; acabó segundo en el Campeonato de la PGA de 1990 y tercero en 1982; y finalizó tercero en el Abierto de los Estados Unidos de 1991 y el Abierto Británico de 1991 y 2005. Asimismo consiguió 12 top 5 y 25 top 10 en torneos mayores.
Fuera del PGA Tour, triunfó en el Dubai Desert Classic y el Johnnie Walker Classic en 1995. En cuanto a torneos de selecciones nacionales, disputó la Copa Ryder con Estados Unidos entre 1989 y 1997, logrando 9 puntos en 20 partidos. También ganó la Copa Mundial de Golf de 1992, 1993, 1994 y 1995 junto a Davis Love III, obteniendo además el título individual en 1994.
Couples fue clasificado como golfista número 1 a nivel mundial durante 16 semanas y se colocó entre los diez primeros durante 325 semanas. En 2013 ingresó en el Salón de la Fama del Golf Mundial.

## Carrera deportiva
Couples comenzó a jugar al golf en el parque Jefferson de Seattle. Luego de la secundaria, obtuvo una beca deportiva en la Universidad de Houston, con la que fue campeón de la Southwestern Conference de la NCAA en 1979. Al año siguiente se convirtió en profesional, y en 1981 empezó a disputar regularmente el PGA Tour. En 1982 terminó tercero en el Campeonato de la PGA.
En 1983 logró su primera victoria en Congressional, tras lo cual acabó 19º en la lista de ganancias con siete top 10 y 15 top 25. En 1984 obtuvo el Players Championship, superando a Lee Trevino, Seve Ballesteros, Craig Stadler, Mark O'Meara, Lanny Wadkins y Nick Price. Con nueve top 10 y 19 top 25, se ubicó séptimo en la clasificación final.
Couples ganó en 1987 el primer puesto en el Byron Nelson, nueve top 10 y 15 top 25, para acabar 19º en la lista de ganancias del PGA Tour. En 1988 terminó 21º con diez top 10 y 19 top 25, aunque sin triunfos. El golfista tampoco ganó en 1989, pero con nueve top 10 y 17 top 25 se colocó 11º en la clasificación final. En 1990 venció en el Abierto de Los Ángeles, fue segundo en el Campeonato de la PGA y acumuló nueve top 10 y 13 top 25, con lo que terminó la temporada en la novena posición.
En 1991, Couples triunfó en el St. Jude y en Broome County, y acumuló cuatro terceros puestos y nueve top 10. Esto le significó acabar tercero en la lista de ganancias tras Corey Pavin y Craig Stadler. El golfista ganó en 1992 el Abierto de Los Ángeles, el Bay Hill Invitational y el Masters de Augusta, resultó segundo en el Abierto de Doral y el Honda Classic, acabó tercero en el Torneo de Campeones, Abierto del Oeste y la World Series of Golf, y cosechó 12 top 10 y 19 top 25. Así, conquistó el primer puesto en la clasificación final del PGA Tour 1992, superando a Davis Love III, John Cook y Nick Price.
Couples ganó en 1993 el Honda Classic, fue segundo en los abiertos de Los Ángeles y Canadá, consiguió nueve top 10 y 15 top 25, y terminó décimo en la tabla general. En 1992 obtuvo un triunfo en Warwick Hills y dos segundos puestos en el Torneo de Campeones y el Abierto de Los Ángeles. Pero con solamente cinco top 10 debió conformarse con el 23º puesto final.
En 1996 ganó por segunda vez The Players Championship. Sumado a nueve top 10 y 12 top 25, acabó sexto en la lista de ganancias del PGA Tour. En 1998 venció en el torneo de Coachella Valley y el Memorial Tournament, y fue segundo en el Masters de Augusta y el Byron Nelson y tercero en el Abierto de Houston. Sus diez top 25 le bastaron para terminar noveno en la clasificación final.
La última victoria de Couples en el PGA Tour fue en el Abierto de Houston de 2003. En 2004 fue sexto en el Masters de Augusta y en 2005 acabó tercero en el Abierto Británico. Luego resultó tercero en el Masters de Augusta de 2005 y sexto en 2010.
Después de cumplir 50 años de edad, Couples comenzó a disputar el Champions Tour en 2010. Ha logrado diez victorias, incluyendo dos torneos mayores: el Senior Players Championship de 2011 y el Abierto Británico de Veteranos. Ha resultado segundo en la lista de ganancias de 2010 y cuarto en 2013.